# Klara z Montefalco
Klara z Montefalco, wł. Chiara di Montefalco (ur. 1268 lub ok. 1275 w Montefalco w Umbrii, zm. 17 sierpnia 1308 tamże) – dziewica, ksieni, augustianka (OSA), święta Kościoła katolickiego.
Była córką szczodrego dobroczyńcy Dominika. Mając sześć lat powierzyła swe życie Bogu i wstąpiła do wspólnoty pobożnych kobiet pod kierownictwem swej siostry Joanny. Panie chciały wieść życie zakonne, więc biskup Spoleto nadał im regułę św. Augustyna. Klasztor augustianek został oficjalnie otwarty w 1290 roku, przy jego budowie pomagał Ojciec. Poświęcony został Świętemu Krzyżowi a jego pierwszą ksieni została Joanna. Po jej śmierci przełożoną klasztoru została Klara i sprawowała ten urząd do śmierci.
Klara została obdarzona łaską objawienia Chrystusa. Po śmierci jej ciało nie uległo rozkładowi, a krew zachowała się w stanie płynnym. 
Jej wspomnienie liturgiczne obchodzone jest w dzienną pamiątkę śmierci.